# Realp
Realp – miejscowość i gmina w Szwajcarii, w kantonie Uri. Leży nad rzeką Furkareuss.

## Demografia
W Realpie mieszkają 142 osoby. W 2021 roku 14,3% populacji gminy stanowiły osoby urodzone poza Szwajcarią. 

## Transport
Przez teren gminy przebiega droga główna nr 19.